# Erik Smets
Erik Smets (Hasselt, 13 juni 1957) is een Belgisch botanicus. Hij is wetenschappelijk directeur van het Naturalis Biodiversity Center in Nederland en buitengewoon hoogleraar aan de KU Leuven in België.

## Opleiding
Erik Smets heeft plantkunde gestudeerd aan de Katholieke Universiteit Leuven. Op 13 juli 1988 is hij gepromoveerd met het proefschrift Florale nektariën van de Magnoliophytina: karakterizering en systematische betekenis.

## Loopbaan
In 1989 richtte hij het Laboratorium voor Systematiek op aan de Katholieke Universiteit Leuven. Later veranderde de naam naar Laboratorium voor Plantensystematiek. Sinds 2012 vormt deze groep samen met het voormalige Laboratorium voor Plantenecologie één groep onder de naam Plant Conservation and Population Biology.
Van 2000 tot 2005 was hij voorzitter van het Departement Biologie aan de Katholieke Universiteit Leuven.
Per 1 september 2005 is hij benoemd tot hoogleraar systematische botanie aan de Universiteit Leiden en tot wetenschappelijk directeur van het Nationaal Herbarium Nederland, als opvolger van de Nederlander Pieter Baas. Sedert 2005 is hij tevens directeur van de Hortus botanicus van de Universiteit Leiden. Na zijn vertrek naar Leiden werd hij buitengewoon hoogleraar aan de KU Leuven. Hij speelde een belangrijke rol in de fusie van het Zoölogisch Museum Amsterdam, het Nationaal Natuurhistorisch Museum Naturalis en het Nationaal Herbarium Nederland in Naturalis Biodiversity Center. In 2010 werd hij de wetenschappelijk directeur van Naturalis Biodiversity Center.

## Wetenschappelijk onderzoek
Hoewel hij in het begin van zijn loopbaan vooral op bloemkenmerken en bloemontwikkeling werkte, is hij breed onderlegd. Hij heeft zich later onder meer beziggehouden met morfologie en systematiek van bloemplanten (meer bepaald in Ericales, Gentianales, Dipsacales, Dioscoreales en Poales), palynologie, xyleemfysiologie, biodiversiteit, houtanatomie, biogeografie van planten en fylogenetische analyse van bloemplanten.

## Onderscheidingen en lidmaatschap
In mei 2005 is hij voor zijn verdiensten voor de plantkunde verkozen tot Foreign Member of Linnean Society. In 2010 werd hij lid van de Koninklijke Hollandsche Maatschappij der Wetenschappen en in 2012 werd hij benoemd tot buitenlands lid van de Koninklijke Vlaamse Academie van België voor Wetenschappen en Kunsten.
Daarnaast is hij lid van vele systematische verenigingen zoals International Association for Plant Taxonomy (IAPT), Botanical Society of America (BSA), Federation of European Biological Systematic Societies (BioSyst.EU), International Organization of Systematic and Evolutionary Biology (IOSEB). Hij zetelt in de wetenschappelijke adviesraad van onder meer het Fungal Biodiversity Centre (CBS-KNAW), het Staatliche Museum für Naturkunde Stuttgart (SMNS) en het Staatliches Museum für Naturkunde Karlsruhe (SMNK).

## Publicaties
Hij is (mede)auteur van artikelen in boeken en wetenschappelijke tijdschriften zoals Adansonia, American Journal of Botany, Annals of Botany, Annals of the Missouri Botanical Garden, Belgian Journal of Botany, Blumea, Botanical Journal of the Linnean Society, Brittonia, Cladistics, Grana, International Journal of Plant Sciences, Nordic Journal of Botany, Novon, Plant Biology, PLoS ONE, Proceedings of the National Academy of Sciences, Systematic Botany en Taxon.
- Gemeinsame Normdatei: 1249789079
- International Standard Name Identifier: 0000 0003 8833 7371
- NARCIS: PRS1304071
- Nederlandse Thesaurus van Auteursnamen: 271398663
- ORCID: 0000-0002-9416-983X
- ResearcherID: A-9875-2011
- Système universitaire de documentation: 203799526
- Virtual International Authority File: 188242580
- WorldCat: E39PBJg8Hmvf7WCGpBTpqDyGHC